# Действуй, Маня!
«Действуй, Маня!» — советская комедия 1991 года режиссёра Романа Ершова.

## Сюжет
Для борьбы с европейской мафией создают биологического робота-супермена. Биолог-генетик Евгений Данилович и программист Костя Фонарёв уже близки к завершению работы над роботом, но тут в процесс вмешиваются эротические фантазии Кости о девушке с плаката. В итоге получается не супермен, а супер-Маня, но выдающиеся внешние данные не помешают героине выполнить заложенную программу и победить мировую мафию и рэкетиров. Её не берут ни пули, ни ракеты, однако мафия идёт на уловку и, найдя фотомодель с плаката в лаборатории Кости и прибегнув к новейшим достижениям научно-технического прогресса, вносит путаницу в ряды борцов с преступностью.

## В ролях
- Юлия Меньшова — Маня, робот-супервумен / фотомодель, по образу которой создана Маня
- Сергей Бехтерев — программист Костя Фонарёв
- Евгений Весник — биолог-генетик Евгений Данилович
- Георгий Милляр — функционер Иван Максимович
- Сергей Полежаев — секретарь Ивана Максимовича
- Анатолий Рудаков — пригласивший Маню на танец
- Роман Филиппов — генерал
- Виктор Бычков — Бычков
- Семён Фурман — Алик
- Евгений Моргунов — кинорежиссёр
- Сергей Селин — лётчик
- Анатолий Азо — шеф мафии
- Александр Сластин — координатор
- Станислав Садальский — мясник Вася
- Леонард Варфоломеев — ресторатор
- Юрий Скороходов — официант
- Владимир Князев — рэкетир в ресторане
- Владимир Басов — предприниматель на рынке
- Игорь Добряков — Мозгляк
- Юрий Сковороднев — высокий грабитель/высокий охранник (нет в титрах)
- Карина Разумовская — эпизод
- Шухрат Иргашев — эпизод

## Критика
Киновед Фёдор Раззаков охарактеризовал фильм как «бестолковая эксцентрическая комедия», а кинокритик Александр Фёдоров как комедийно-пародийный фильм из представленных в гротескной форме реалий России начала 90-х и собранных бродячих штампов фантастического жанра о человекообразных роботах и искусственном интеллекте:

В сюжете предусмотрено немало погонь, драк, перестрелок, взрывов и иных атрибутов «экшн». Однако все это выглядит на экране неуклюже-тяжеловесно. Складывается впечатление, что режиссёр фильма считает, что использование примелькавшихся клише фантастических фильмов в концентрированных дозах уже само по себе дает пародийный эффект. На самом деле для пародии надобен ещё и талант.